# Ли Чжун Ик
Ли Чжун Ик (кор. 이준익, 21 сентября 1959, Сеул) — южнокорейский кинорежиссёр, актёр и продюсер. Наиболее известен как автор фильмов «Король и шут», который стал одним из самых кассовых в кинопрокате Южной Кореи, и исторической драмы «Садо», о жизни и смерти наследного принца Садо из династии Ли.

## Биография
Свой путь в большое кино Ли Чжун Ик начал в качестве продюсера, хотя еще в 1993 году снял короткометражный фильм «Ребёнок-полицейский», после чего не занимался режиссурой в течение 10 лет. Во всех своих фильмах выступал также в качестве сценариста.
В 2016 году стал почётным гостем  Московского международного кинофестиваля. Работы Ли Чжун Ика демонстрировали в рамках специального показа, как и работы других южнокорейских режиссёров: Ким Чжон Квана и Черо Юна. В 2016 году киноленты из Южной Кореи были представлены во всех трёх основных конкурсах фестиваля (полнометражного, короткометражного и документального кино), больше фильмов представили лишь российские кинематографисты .

## Оценка творчества
Дарья Митина в своем блоге называла фильм «Садо» зрелищным и роскошным, а также отличающимся от большинства восточноазиатских исторических картин, поскольку обращает внимание зрителей не только на внешнее великолепие королевского двора, но и на внутреннюю жизнь, страсти персонажей.

## Фильмография

### Режиссёр
- 1993: Ребёнок-полицейский
- 2003: Однажды на поле боя
- 2005: Король и шут
- 2006: Звезда радио
- 2007: Счастливая жизнь
- 2008: Санни
- 2010: Как луна, сбежавшая от камня (в российском прокате фильм еще называют Кровавые мечи)
- 2011: Старая крепость Пхеньян
- 2013: Желание
- 2015: Садо
- 2016: Дончжу: портрет поэта (фильм о поэте Юн Дончжу)

### Продюсер
- 1999: Шпион
- 2000: Анархисты
- 2000: Призрачное такси
- 2001: Здравствуй, Дхарма
- 2003: Однажды на поле боя
- 2005: Король и шут
- 2006: Звезда радио

### Исполнительный продюсер
- 2004: Здравствуй, Дхарма 2: Показ в Сеуле
- 2006: Боязнь любви
- 2007: Тени во дворце

### Актёр
- 2006: Звезда радио
- 2010: Несправедливость
- 2010: Медленный, медленный, быстрый, быстрый (короткометражный фильм)
- 2013: За камерой
- 2014: Спрятанная карта